# Samir El Moussaoui
Samir El Moussaoui (Den Haag, 17 september 1986) is een voormalig professioneel voetballer van ADO Den Haag, SBV Excelsior en FC Den Bosch. 
De geboren Hagenaar maakte op 16 februari 2007 zijn debuut voor ADO Den Haag in de wedstrijd tegen Willem II, die met 2-1 verloren werd. In het seizoen daarop in de Jupiler League, wist hij regelmatig een basisplaats te veroveren. Dit zowel als rechtsback en als centrale verdediger. Na afloop van het seizoen 2008/09 werd zijn contract in Den Haag niet verlengd. Hij sloot zich op amateurbasis aan bij FC Den Bosch maar begin juli tekende hij een contract bij SBV Excelsior. Begin januari 2010 liet hij weten weg te gaan bij SBV Excelsior, en ging op amateurbasis aan de slag bij zaterdag Topklasser Scheveningen.